# Sue Barker

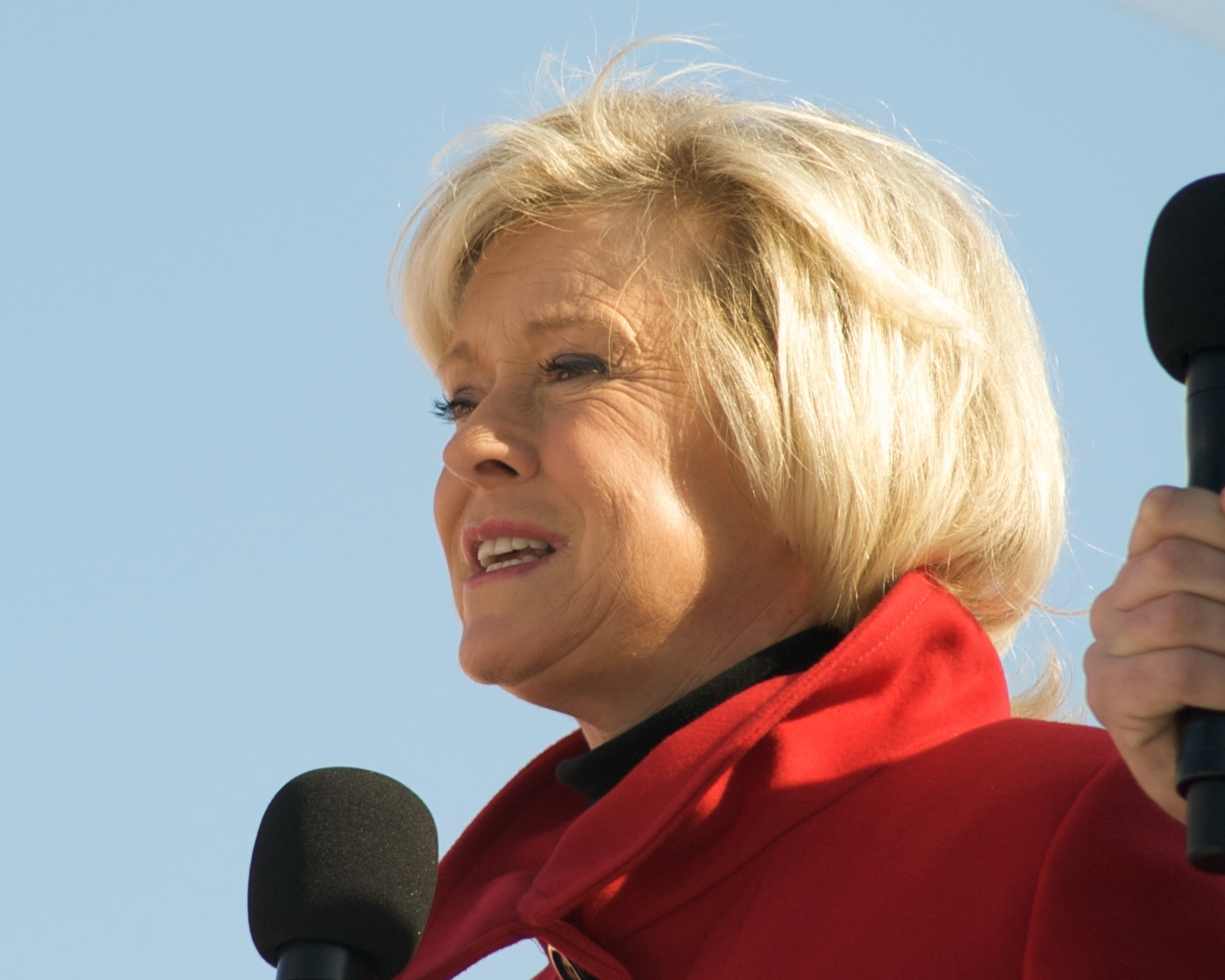
Sue Barker

Susan "Sue" Barker, född 19 april 1956, Paignton, Devon, England. Brittisk högerhänt  professionell  tennisspelare.

## Tenniskarriären
Sue Barker blev professionell tennisspelare på Virginia Slims Circuit 1973. Hon upphörde med tävlingstennis 1984. Hon vann under karriären totalt 15 singel- och 16 dubbeltitlar. Hon rankades som bäst världstrea 1976. År 1977 nådde Barker singelfinalen i the Virginia Slims Championships, vilken hon förlorade mot Chris Evert (6-2, 1-6, 1-6).
Barker vann sin första WTA-titel i singel 1973 (Eastbourne). Säsongen 1974 vann hon 3 titlar. År 1975 nådde hon semifinal i Grand Slam-turneringen Australiska öppna.
År 1976 blev Sue Barker den första kvinnliga brittiska tennisspelare efter Ann Haydon Jones som vann Franska öppna. Hon vann titeln efter finalseger över tjeckiskan Renata Tomanova (6-2, 0-6, 6-2). Tidigare under våren hade hon också besegrat Tomanova i finalen i Tyska mästerskapen.
De senare åren av karriären var Barker ofta skadedrabbad. År 1978 drog hon sig ur flera turneringar på grund av skada och hon föll i ranking. År 1979 var hon tillbaka i god form och nådde 9 singelfinaler på touren av vilka hon vann 4. Hon utsågs efter den säsongen till "Comeback Player of the Year" (årets comeback-spelare). Sin sista singeltitel vann hon 1981.

## Spelaren och personen
Sue Barker är känd som en målmedveten spelare som spelade med stor koncentration om varje poäng. Hon hade en effektiv och kraftfull forehand som ansågs vara den bästa på "touren" vid den tiden. Hon utvecklade hela tiden sitt spel och förbättrade fortlöpande sin backhand, men hennes stora "svaghet" förblev en viss oförmåga att vid behov anpassa och variera sitt spel.
Hon tränades av Arthur Roberts som tidigare varit tränare för bland andra Angela Mortimer och Mike Sangster.
Efter tenniskarriären arbetar hon som kommentator och sportreporter i bland annat brittisk TV.   

## Grand Slam-titlar
- Franska öppna
  - Singel - 1976